# Università della Borgogna
L'Università della Borgogna (in francese: Université de Bourgogne, acron. uB) è una storica istituzione universitaria francese a carattere diffuso, con sede principale nella città di Digione.